# Andrian Cașcaval
Andrian Cașcaval (Chișinău, 10 giugno 1987) è un ex calciatore moldavo, di ruolo difensore.

## Carriera

### Club
Ha giocato nei campionati di massima serie moldava e kazaka.

### Nazionale
Ha esordito con la nazionale moldava l'11 novembre 2011 nell'amichevole Georgia-Moldavia (2-0).